# Mōri Katsunaga
Mōri Katsunaga est un nom japonais traditionnel ; le nom de famille (ou le nom d'école), Mōri, précède donc le prénom (ou le nom d'artiste).
Mōri Katsunaga (毛利 勝永, 1577-4 juin 1615) est un officier du clan Toyotomi de la fin de la période Azuchi Momoyama au XVIe siècle jusqu'au début de l'époque d'Edo dans les premières années du XVIIe siècle.
Katsunaga prend part à la bataille de Sekigahara et à la légion (?) occidentale mais est battu. Plus tard, au cours du siège d'Osaka, il parvient à tromper un garde et à s'infiltrer dans le château d'Osaka. Il y défait Honda Tadatomo (un officier des Tokugawa) en été.

## Source de la traduction
- (en) Cet article est partiellement ou en totalité issu de l’article de Wikipédia en anglais intitulé « Mōri Katsunaga » (voir la liste des auteurs).